# As Leis Místicas
As Leis Místicas (神秘の法, Shinpi no Hō), conhecido internacionalmente como The Mystical Laws, é um filme japonês de animação produzido pelo estúdio The Happy Science, baseado no livro homônimo de Ryuho Okawa. Estreou nos cinemas japoneses no dia 6 de outubro de 2012 e nos cinemas brasileiros no dia 9 de maio de 2013.

## Enredo
No ano de 202X, um golpe de estado desestabiliza a Ásia e nasce um Império que se torna uma superpotência econômica e militar. O Império Godom está sob o comando de um imperador de origem militar, Tathagata Killer. E a antiga superpotência, os Estados Unidos, está enfraquecida e não tem mais o poder dentro das Nações Unidas.
Godom fortalece o seu poderio militar graças a uma tecnologia misteriosa que a bela Leika Chan comercializa. O que ninguém sabe é que sua tecnologia misteriosa vem de outro planeta, onde a ciência está mil anos à frente.
Sho Shishimaru, um membro da associação internacional Asas de Hermes, tem poderes proféticos, e sabe que o Império Godom tem a intenção de expandir o seu território na direção de Nantai e também ocupar o Japão.
Os militares do Império Godom atacam Sho, mas um misterioso grupo de monges indianos o salva. Os monges descobrem um documento sagrado em um local antigo na Índia, onde preveem o renascimento de Buda. Segundo eles, Sho representa o próprio Buda. Escondendo-se nas montanhas, Sho tem uma série de experiências espirituais. Certo dia um OVNI aparece e leva-o até a Leika Chan no Império Godom.
Na raiz dessa crise mundial militar e política encontra-se uma luta entre Deus e o Demônio. E acima de tudo isso, a Terra está em perigo de ser invadido por outros seres alienígenas. O futuro da humanidade está em jogo na luta épica que se segue, mas no meio dela, aprendemos sobre as leis místicas que regem o mundo em que vivemos.

## Elenco
| Personagem              | Vozes            | Vozes               |
| Personagem              | Japão            | Brasil              |
| ----------------------- | ---------------- | ------------------- |
| Shō Shishimaru          | Takehito Koyasu  | Rodrigo Araújo      |
| Leika Chan              | Ayumi Fujimura   | Raquel Marinho      |
| Tatha Gata Killer       | Daisuke Hirakawa | Marco Antônio Abreu |
| Konohana-no-Sakuya-Bime | Ryoka Yuzuki     |                     |
| Político conservador    | Ako Mayama       | Hamilton Ricardo    |
| Pai de Theta            | Banjou Ginga     | Valter Santos       |
| Urano                   | Hiroshi Tsuchida | Affonso Amajones    |
| General                 | Hiroshi Yanaka   | Renato Márcio       |
| Professora              | Miki Itou        | Luciana Baroli      |
| Julia                   | Satsuki Yukino   | Priscila Ferreira   |
| Yuchika                 | Shinichiro Miki  |                     |